# Jan Gossaert

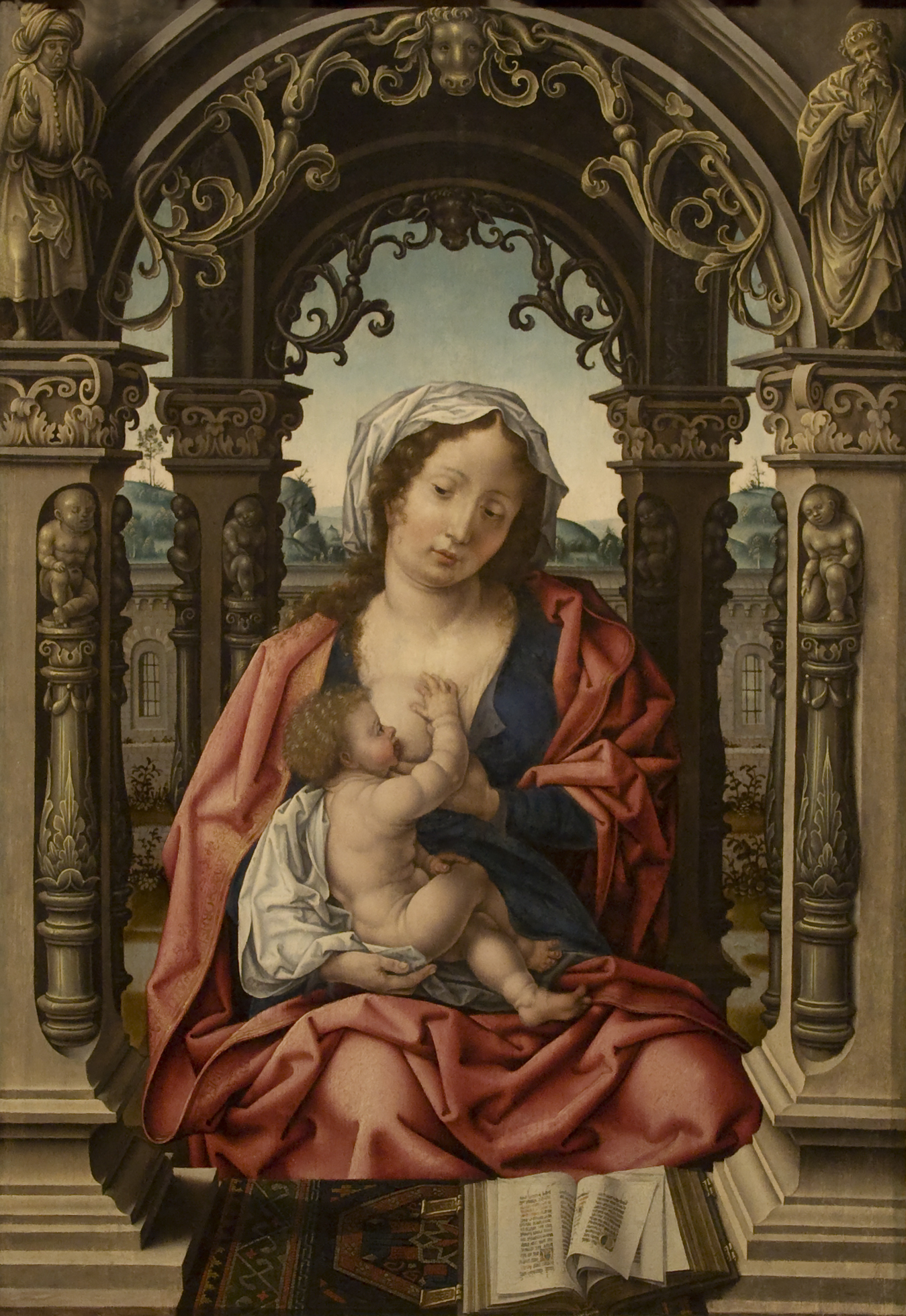
Maagd met kind in het Museu Calouste Gulbenkian

Jan Gossaert, ook wel: Jean, Iennin, Janin, Jennyn; Gossart, van Henegouwe, de Weale... (Maubeuge?, ca. 1478 – Antwerpen?, 1 oktober 1532) was een Zuid-Nederlandse kunstschilder, prentkunstenaar en ontwerper. Naar zijn vermoedelijke geboorteplaats Maubeuge in het graafschap Henegouwen werd hij ook vaak "Jan Mabuse" genoemd en men treft soms ook de Latijnse vorm "Malbodius" aan.
In het eerste decennium van de 16e eeuw behoorde Gossaert tot de zogenaamde Antwerpse maniëristen. Na zijn bezoek aan Italië (1508-1509) in het gevolg van de humanist Filips van Bourgondië, admiraal van Zeeland en later bisschop van Utrecht, speelde Gossaert een belangrijke rol in de introductie van de Italiaanse renaissance in de Nederlanden. Gossaert zou de grondslag leggen voor de schilderkunstige stroming die later met de term Vlaams Romanisme zou worden aangeduid, en die een sterke invloed onderging van de kunst van de Romeinse hoogrenaissance, met name Rafaël, Michelangelo en hun navolgers.

Gossaert werd al kort na zijn dood beschouwd als de eerste Nederlandse kunstenaar die klassiek geïnspireerde mythologische taferelen met naakte figuren schilderde.

## Leven en werken

### Afkomst, opleiding en verblijf in Antwerpen
De handtekeningen op enkele van zijn schilderijen zoals "Iennin Gossart de Mabu[s]e" en later ook "Ioannes Malbodius" geven een sterke aanwijzing dat Gossaert in of rond Maubeuge geboren werd of dat ten minste zijn ouders uit die streek afkomstig waren.
Op dat moment hoorde deze stad nog bij het graafschap Henegouwen dat deel uitmaakte van de Habsburgse Nederlanden. Zijn geboortedatum is niet uit de archieven bekend maar is afgeleid van de inscriptie op een portret dat Gossaert in 1528 op vijftigjarige leeftijd zou hebben geschilderd. Een andere indicatie is ook de aanvaarding als meester in het schildersgilde die meestal omstreeks de leeftijd van 25 jaar plaatsvond. Gossaerts aanvaarding als meester staat opgetekend in de liggeren van het Antwerpse Sint-Lucasgilde in 1503.
Omtrent zijn opleiding en zijn vroegste werken is echter niets met zekerheid bekend. Op basis van bepaalde stilistische kenmerken in Gossaerts vroege werken hebben auteurs zoals Weisz (1912) en Winkler (1921) gesuggereerd dat Gossaert in Brugge in de omgeving van Gerard David een opleiding zou hebben genoten. Tegenwoordig wordt echter aangenomen dat Gossaert in Antwerpen zijn opleiding ontving, waaruit ook zijn aanvaarding als meester in 1503 logisch volgt. Antwerpen was op dat moment de meest bloeiende handelsstad van Noord-Europa en de daar gevestigde schilders waren uit alle windstreken toegestroomd. De vermeende Brugse invloeden in het werk van Gossaert zijn zo ook makkelijk te verklaren. Na zijn aanvaarding als meester stichtte Gossaert in Antwerpen een atelier. In 1505 nam hij een zekere Hennen Mertens als leerling aan. In 1507 werd ook een zekere Machiel in't Swaenken in zijn atelier opgenomen. Gossaert bleef zeker tot 1507 in Antwerpen werkzaam.
Geen enkel vandaag bekend werk kan met zekerheid in de periode 1503-1507 worden gesitueerd. Slechts twee gesigneerde pentekeningen worden doorgaans als werken uit deze periode beschouwd. Dit zijn het Mystieke huwelijk van Sint-Catharina, Statens Museum for Kunst, Kopenhagen) en het Visioen van Keizer Augustus, Berlijn, Kupferstichkabinett. Afhankelijk van de door verschillende auteurs voorgestelde datering van deze stilistisch duidelijk te onderscheiden werkjes, wordt Gossaert ofwel gezien als een centrale figuur binnen het Antwerps maniërisme, ofwel als een late epigoon van deze stroming beschouwd. De kleine Triptiek met de H. Familie, Sint-Catharina en Sint-Barbara (Lissabon, Museu Nacional de Arte Antiga) wordt niet algemeen als een eigenhandig werk van Gossaert geaccepteerd. Het weerspiegelt echter wel de vroege stijl van Gossaert die aanleunt bij het Antwerps maniërisme en ook de invloed van Gerard David vertoont.

### Verblijf in Italië
Na 1507 verdwijnt Gossaerts naam uit de Antwerpse archieven. Men neemt aan dat hij toen werd geëngageerd door Filips van Bourgondië om deel uit te maken van diens gevolg tijdens zijn zending naar het hof van Paus Julius II in Rome. Filips ondernam deze diplomatieke missie in opdracht van de landvoogdes Margaretha van Oostenrijk. Gossaert vertrok met de Admiraal en zijn gevolg in Mechelen op 26 oktober 1508 en op 14 januari 1509 kwam men in Rome aan.
Uit het verslag van Gerard Geldenauer uit 1529 is ook bekend dat Filips, die erg geïnteresseerd was in de overblijfselen uit de klassieke oudheid, Gossaert speciaal had aangezocht hem te vergezellen met het doel tekeningen te maken van de oudheden om als herinnering en documentatie terug mee naar huis te nemen. Gossaert maakte in Rome ongetwijfeld een groot aantal tekeningen naar de ontelbare antieke ruïnes en sculpturen die de stad rijk was. Vandaag zijn slechts vier overgebleven bladen bekend; een blad met de ruïne van het Colosseum (Berlijn, Kupferstichkabinett), een studie naar de zogenaamde Apollo Kitharoedos (Venetië, Accademia), een studie naar de zogenaamde Capitoleinse Hercules (Privécollectie, Londen), en een blad met studies naar onder meer de beroemde Spinario. of “dorenuittrekker” (Universiteitsbibliotheek Leiden, Prentenkabinet).
Gossaert tekende deze klassieke modellen als een noordelijk kunstenaar die duidelijk niet vertrouwd was met het klassieke stijlidioom. De vormen zijn ietwat uitgelengd en de musculatuur van de figuren is zo gedetailleerd weergegeven dat het resultaat een heel ornamenteel karakter heeft dat het monumentale heroïsche karakter van de modellen niet optimaal tot zijn recht laat komen. Gossaerts interpretatie van het klassiek drapé is nog beïnvloed door de vrij hoekige behandeling waarmee plooien en stoffen in de noordelijke traditie werden weergegeven. Alles wijst er dus op dat Gossaert vrij plotseling met het klassieke idioom werd geconfronteerd en niet echt de gelegenheid had de geest van deze modellen voldoende te assimileren. Nochtans zal de aanblik van de volplastische klassieke sculpturen op Gossaerts stijl een definitieve indruk achterlaten die zich vooral manifesteert in de toegenomen volumewerking van zijn figuren.
Voor hij in Rome arriveerde is Gossaert tijdens zijn reis langs steden als Trente, Verona, Mantua en Florence ongetwijfeld in contact gekomen met de 15e- en vroeg-16e-eeuwse Italiaanse schilderkunst die daar ten overvloede aanwezig was. In Rome waren op dat moment Michelangelo en Rafael aan het werk; de eerste aan het plafond van de Sixtijnse Kapel, en de laatste aan de befaamde Stanze. Het is waarschijnlijk dat Gossaert als lid van het gevolg van een belangrijk gezant toegang heeft gehad tot deze plaatsen, of ten minste tekeningen en voorontwerpen heeft gezien van de werken die toen werden uitgevoerd. Het gezantschap keerde terug in juni 1509. Gossaert bleef echter nog wat langer in Rome, wat blijkt uit het feit dat hij er nog in juli van dat jaar actief was.

### Middelburg, 1509-1517

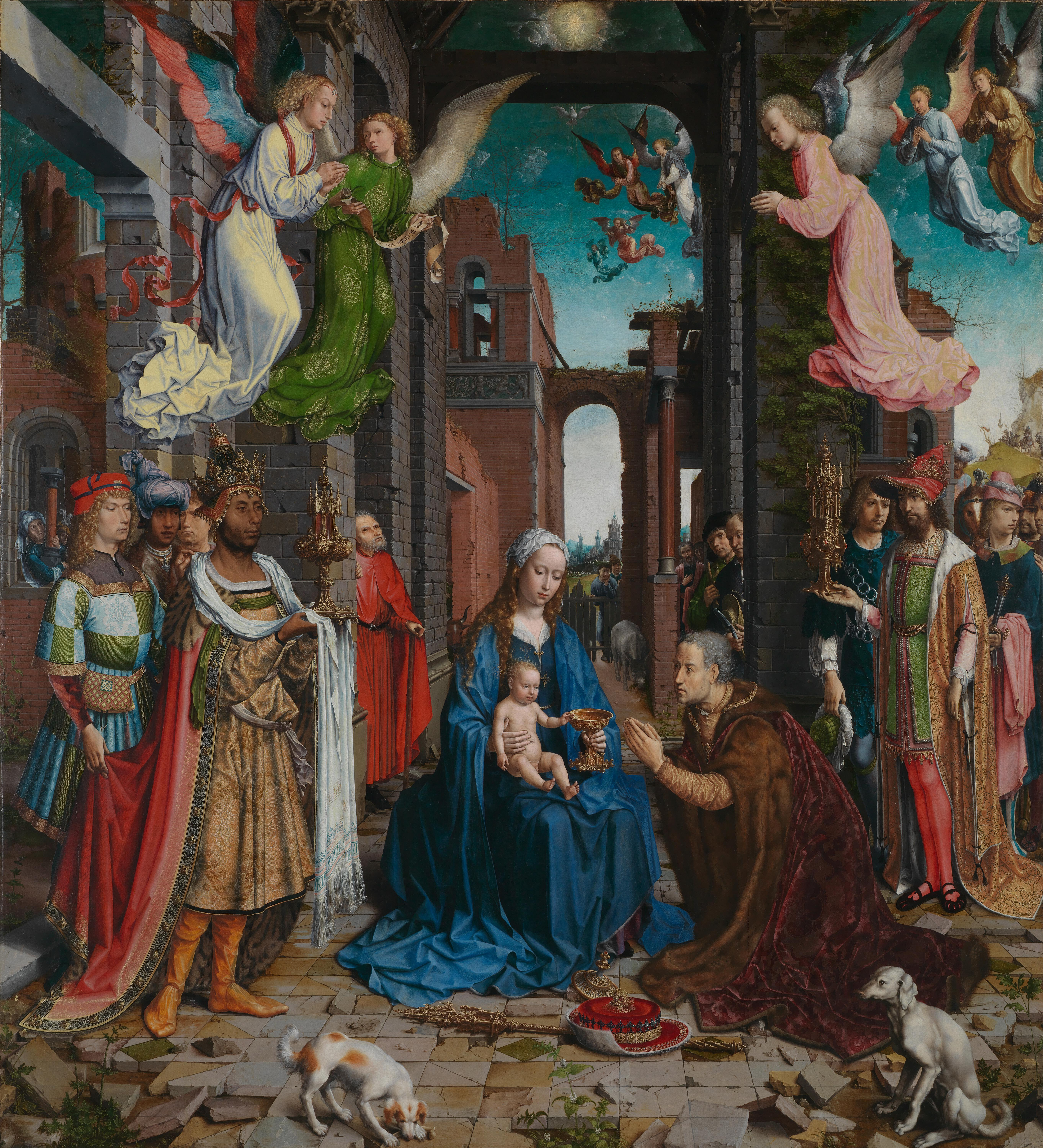
Aanbidding der koningen, National Gallery, Londen

Na zijn terugkeer uit Italië vestigde Gossaert zich vermoedelijk onmiddellijk in Zeeland. Eind 1509 werd een zekere Janin de Waele geregistreerd als lid van de broederschap van Onze-Lieve-Vrouw in Middelburg. Deze Jan van Waalse afkomst is vrijwel zeker dezelfde als Jan Gossaert. Het is echter niet zeker of hij daar zijn vaste verblijfplaats had, aangezien hij een heel aantal opdrachten uit zeer verspreide streken ontving. Volgens de getuigenis van Gerard Geldenauer uit 1529 trad Gossaert pas eind 1515 in vast dienstverband bij Filips van Bourgondië. Dit wijst er vermoedelijk op dat Gossaert er als vrijmeester was gevestigd en dus van overal opdrachtgevers aantrok. De opdrachten die Gossaert kreeg waren dan ook meer van religieuze dan van seculiere aard. Samen met de meer traditionele smaak van zijn opdrachtgevers belette dit hem wellicht om de in Italië opgedane indrukken te verwerken in zijn werk. Classicerende composities werden buiten de omgeving van het hof door opdrachtgevers in de Nederlanden nog niet erg geapprecieerd. Hoewel Gossaert werd beperkt door het conventionele karakter van de onderwerpen die hij diende uit te beelden kenmerkt deze periode zich door verdere rijping en experiment.

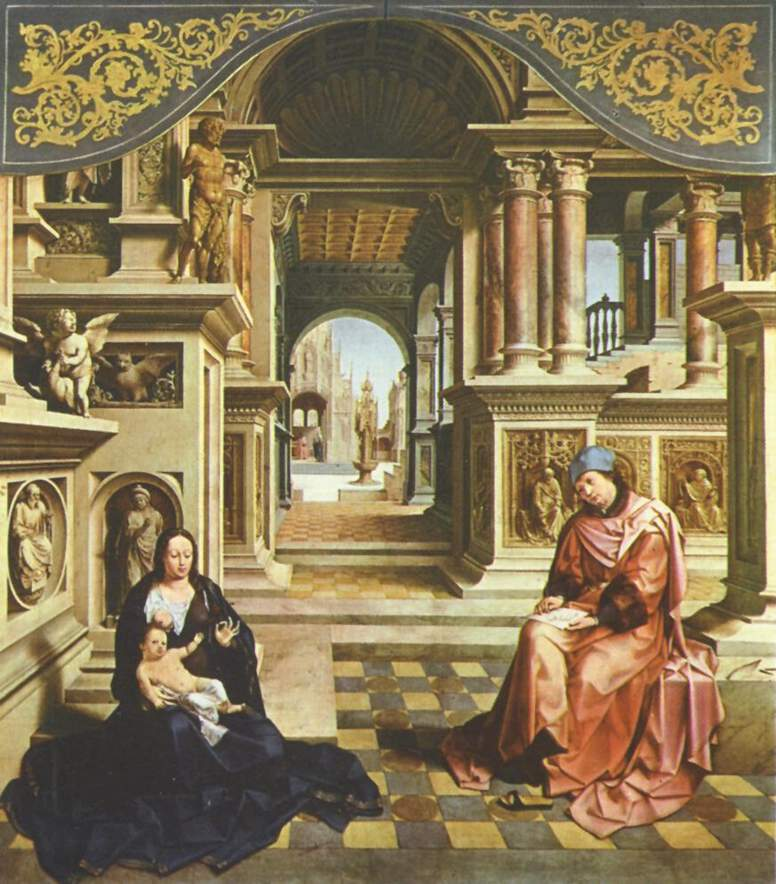
Sint-Lucas tekent de H.Maagd, Nationaal Museum, Praag

Door het feit dat hij zich opnieuw diende toe te leggen op religieuze taferelen kon Gossaert de band met de vertrouwde Nederlandse traditie gemakkelijker weer opnemen. Toch was zijn visie op de kunst van de Vlaamse Primitieven verrijkt met de invloeden die hij in Italië had opgedaan en met de inspiratie die hij wist te putten uit het grafische werk van tijdgenoten als Albrecht Dürer en Jacopo de' Barbari. Gossaerts werk fixeerde zich in deze periode uitermate sterk op de kunst van zijn beroemde Zuid-Nederlandse voorgangers zoals Jan van Eyck en Hugo van der Goes. Hij verfijnde zijn olieverftechniek naar het voorbeeld van deze oude meesters en liet zich door beroemde composities van hun hand inspireren. Een mooi voorbeeld uit deze scheppingsfase is het paneel dat Christus tussen Johannes de Doper en Maria voorstelt (Madrid, Museo del Prado). Het werk is een vrije kopie naar de Deiësisgroep uit het centrale deel van het Lam Gods van Jan van Eyck. De Aanbidding der Koningen (Londen, National Gallery), die hij tussen 1510 en 1512 schilderde voor de Benedictijnenabdij van Geraardsbergen verwijst duidelijk naar het werk van Hugo van der Goes, met name naar diens Monforteretabel (Berlijn, Gemäldegalerie) en naar voorbeelden van Gerard David. Gossaert signeerde dit werk op twee verschillende plaatsen; IENNI[N]/GOSSART/DE MABV[SE] en IENNIN/GOS[SART]. De perspectivische en ruimtelijke coherentie die Gossaert aan zijn werk wist te geven wijst op zijn kennis van de kunst van het Italiaanse Quattrocento en de grafiek van Dürer.
In de kleine triptiek die bekendstaat als de Malvagnatriptiek (Palermo, Galleria Regionale de Sicilia) combineert Gossaert invloeden uit de Vlaamse traditie met Italiaanse elementen. Het briljante palet, het overdadige laatgotische maaswerk en de figuren en landschappen geïnspireerd door Gerard David plaatsen het in de Vlaamse traditie terwijl de musicerende putti duidelijk door de kunst van de Italiaanse renaissance werden geïnspireerd. Het werkje kan na 1511 worden gedateerd aangezien op een van de zijvleugels figuren zijn gekopieerd uit de zogenaamde Kleine passie, een reeks houtsneden die door Dürer in dat jaar werd uitgegeven.
Uit 1513 dateert waarschijnlijk het diptiekje van Antonio Siciliano (Rome, Galleria Doria-Pamphili). Het linkerluik is een magistrale kopie naar Jan van Eycks paneeltje De Madonna in de kerk, (Berlijn, Gemäldegalerie) terwijl op het rechterluik Antonio Siciliano met zijn patroon Sint-Antonius is voorgesteld. Het werkje zou zijn besteld door Antonio Siciliano die kamerheer was van Massimiliano Sforza, Hertog van Milaan, en zijn heer vergezelde op diens gezantschap aan het hof van Margaretha van Oostenrijk in Mechelen in 1513.
Gossaerts aarzelende verwijdering van de Nederlandse traditie laat zich bespeuren in een werk waarvan alleen het middenpaneel met Christus in de hof van Olijven (Berlijn, Gemäldegalerie) en de buitenzijden van de zijluiken in grisaille die de boetende Sint-Hiëronymus voorstellen (Washington, National Gallery of Art) zijn bewaard gebleven. Op het middenpaneel zien we Christus neergeknield voor een eigenaardig gevormde rotsmassa. Hier toont Gossaert zich schatplichtig aan de voorbeelden van Dürer en Mantegna (werk met hetzelfde onderwerp in Londen, National Gallery). Wellicht schilderde Gossaert tussen 1509 en 1516 het verloren altaarstuk dat Carel van Mander in zijn Schilderboek uit 1604 als volgt beschreef:

Onder seer veel wercken, het besonderste en vermaertste stuck van hem ghedaen, is geweest d'hoogh Altaer-tafel te Middelborgh, een seer groot stuck met dobbeldeuren, die men in't open doen om de grootheyt met schragen most onderstellen. Den vermaerden Albert Durer, t'Antwerpen wesende, quam dit stuck met groot verwonderen sien, niet sonder grooten lof daer van uyt te spreken. Den Abt die't dede maken, was den Heer Maximiliaen van Bourgoignen, overleden Ao. 1524. Dese Tafel was een Afdoeninghe van den Cruyce, daer grooten tijt, en uytnemende Const in ghebruyckt is gheweest, en is met de selve Kerck door t'Hemel-vyer oft blixem te nieten ghegaen en verbrandt, dat der Corsten halven groot jammer en verlies is.
— Karel van Mander, Schilder-Boeck, 1604

Uit Dürers dagboeken is geweten dat hij het werk inderdaad in Middelburg bewonderde maar dat hij de schildertechniek boven de algemene opbouw van het werk apprecieerde: "nit so gut im Hauptstreichen als in Gemäl".
Gossaerts belangrijkste werk dat uit deze periode bewaard bleef is het altaarstuk met Sint-Lucas tekent de H.Maagd, (Nationaal Museum, Praag) dat hij voor het Mechelse schildersgilde vervaardigde (ca. 1513-1514).  Voornamelijk in de plooienval van de gewaden en de gezichten van de figuren laat Gossaert zich nog leiden door de Nederlandse traditie. Het perfecte perspectief en het classicerende decor waarin diverse ontleningen aan de klassieke sculptuur zijn verwerkt is duidelijk Italiaans geïnspireerd, al doet de overdaad van het geheel nog wat laatgotisch aan. Het werk hing oorspronkelijk in de Sint-Romboutskathedraal te Mechelen. Het verdween uit de stad tijdens de troebele jaren 1570.

### Kasteel Suytburg en het klassieke naakt

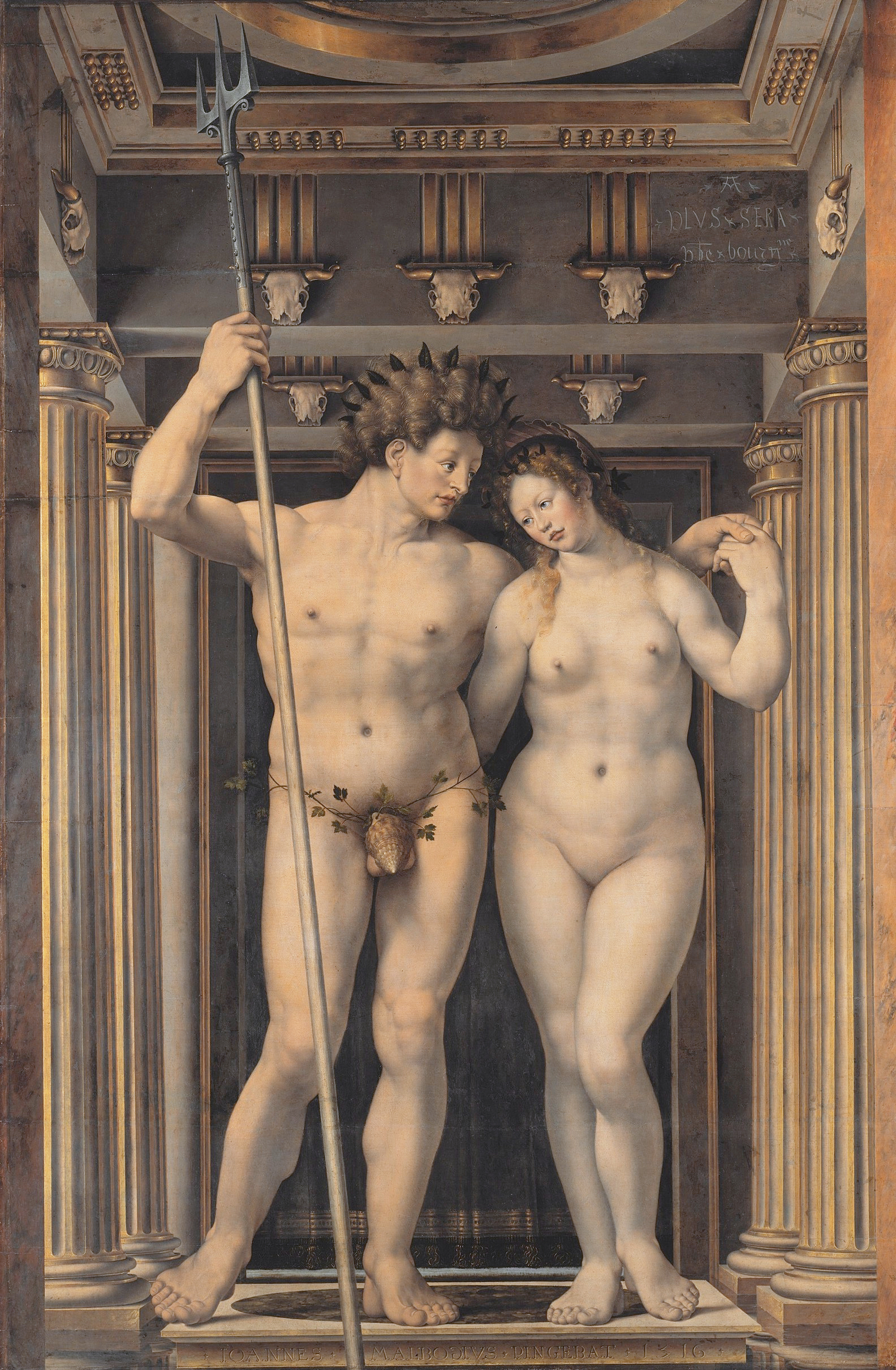
Neptunus en Amphitrite, Gemäldegalerie, Berlijn

Eind 1515 gaf admiraal Filips van Bourgondië-Blaton aan Jan Gossaert en Jacopo de' Barbari de opdracht om zijn kasteel Suytburg (tegenwoordig West-Souburg op Walcheren) te decoreren. Het was de bedoeling van deze geleerde humanistische admiraal om van zijn residentie een centrum van renaissancecultuur in het noorden te maken. Daar Filips onder andere de geschriften van Vitruvius goed moet hebben gekend is weleens gesuggereerd dat hij ook een persoonlijke invloed had op het decoratieve en architecturale programma. Gossaerts bijdrage aan deze onderneming maakte van hem een waar renaissanceschilder.
De mythologische taferelen die zijn opdrachtgever wenste als decoratie van zijn kasteel gaven aan Gossaert de gelegenheid om te experimenteren met de uitbeelding van het klassieke naakt. Hierbij baseerde hij zich niet zozeer op de studies die hij in Rome had gemaakt, maar op de prenten van tijdgenoten zoals Albrecht Dürer en Marcantonio Raimondi. Deze laatste had naast enkele prenten naar klassieke sculpturen vooral gravures naar “inventies” van Rafaël op de markt gebracht. Gossaert baseerde zich ook op de kleinsculpturen van Conrat Meit, een kunstenaar van Duitse afkomst die aan het hof van Margaretha van Oostenrijk in Mechelen werkzaam was geweest maar die ook Suytburg had bezocht. Natuurlijk had ook zijn Italiaanse collega Jacopo de Barbari een belangrijke stem. Met name zijn theorieën over de menselijke proporties hebben op Gossaert een duidelijke invloed uitgeoefend.

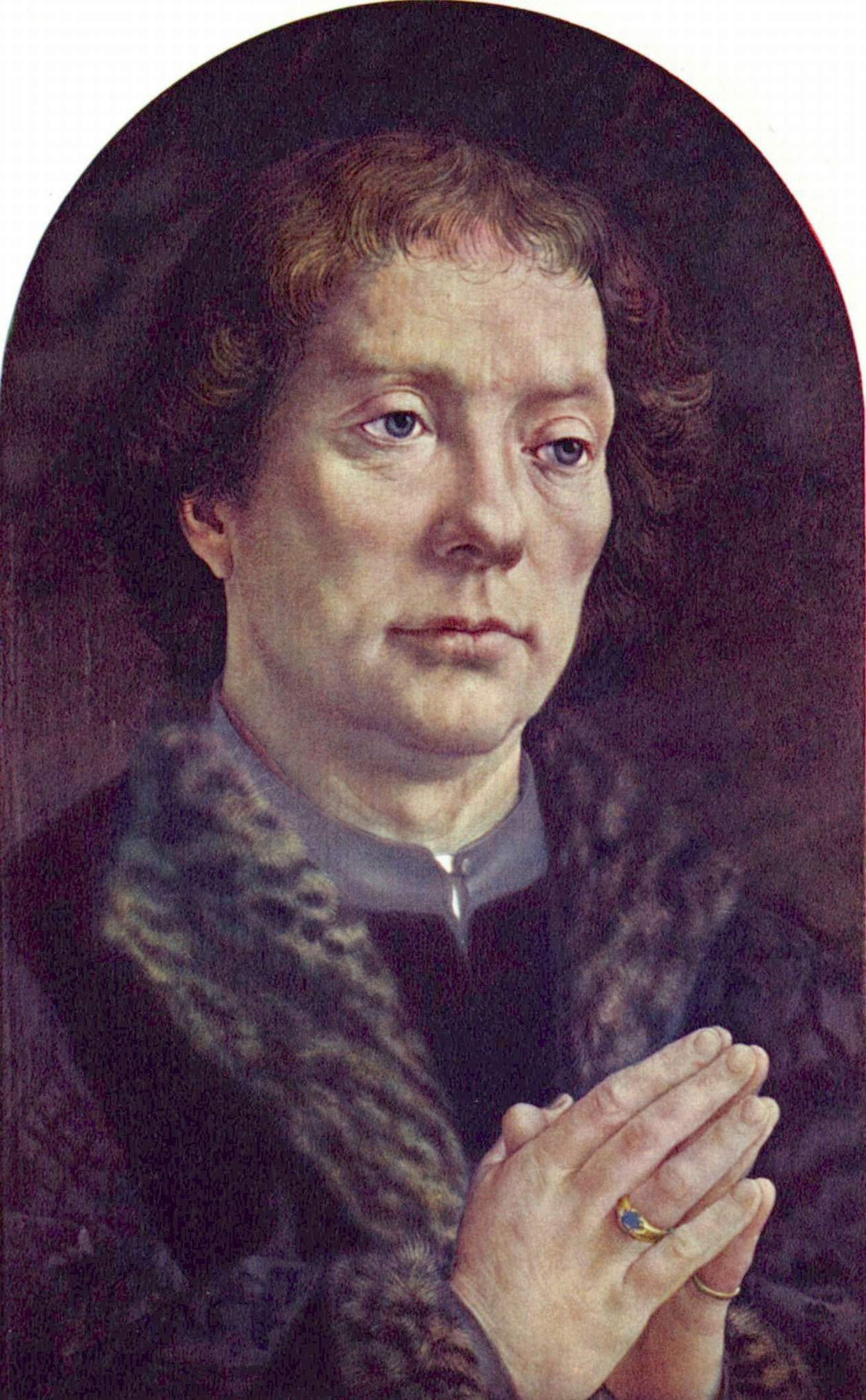
Jean Carondelet, Louvre, Parijs

Het enige element dat van de decoratie van Suytburg bewaard is gebleven is het paneel met Neptunus en Amphitrite (Berlijn, Gemäldegalerie). Deze twee levensgrote klassieke naakten waren geheel nieuw voor de kunst van de Nederlanden. Toch hebben ze - wellicht doordat ze nooit voor een ruimer publiek zichtbaar zijn geweest – nauwelijks directe navolging gehad. Opvallend is ook de volledig Latijnse handtekening die op humanistische wijze geheel in Romeinse kapitalen is gesteld: IOANNES+MALBODIVS+PINGEBAT+1516. Het werk draagt ook de naam en het devies van zijn opdrachtgever Filips van Bourgondië die duidelijk trots moet zijn geweest op dit manifest van de nieuwe stijl in het noorden.
Tijdens deze periode was het Gossaert klaarblijkelijk toegestaan ook andere opdrachten aan te nemen. Deze kwamen voornamelijk van de Habsburgse verwanten van Filips van Bourgondië, en van vertrouwelingen van het Habsburgse hof. Het zijn voornamelijk portretten of diptieken waarin een bidportret is verwerkt. Voor keizer Karel V schilderde hij het portret van diens zuster Eleonora van Oostenrijk. Een absoluut meesterwerk van de portretschilderkunst is het portret van Jean Carondelet dat samen met een Madonna met kind een diptiek vormt (Parijs, Musée du Louvre). Het werkt wordt gekenmerkt door een zorgvuldig geobserveerde en zeer verfijnde weergave van de gelaatstrekken die eigen is aan de Nederlandse traditie. Door het schitterende modelé, dat scherp afsteekt tegen de donkere achtergrond en door de schaduweffecten op het gezicht, verkrijgt Gossaert een uitgesproken ruimtewerking die typisch is voor de renaissance en die in dit opzicht een grote vernieuwing betekent.

### Utrecht, 1517-?

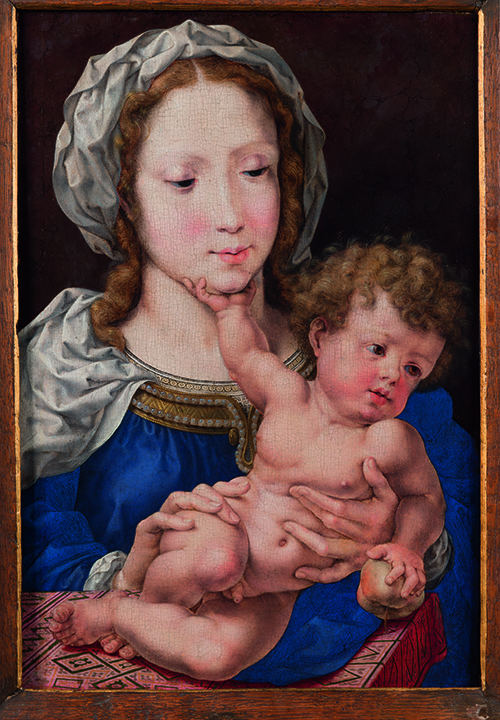
Maria met Kind, 1520, The Phoebus Foundation

Toen zijn beschermheer in 1517 bisschop van Utrecht werd, volgde Gossaert hem naar diens residentie, het kasteel van Wijk bij Duurstede. Mogelijk was in deze periode Jan van Scorel korte tijd bij hem in de leer. In 1525 keerde Gossaert terug naar Middelburg, mogelijk om daar in dienst van Adolf van Bourgondië te treden. Ondertussen voerde hij ook opdrachten uit voor keizer Karel V, Margaretha van Oostenrijk en Christiaan II van Denemarken.
In 1530 stelde Mencía de Mendoza, de vrouw van Hendrik III van Nassau-Breda, Jan Gossaert (tot aan zijn overlijden in 1532) aan tot schilder aan het hof van Breda; hiervoor ontving hij een jaargeld van de vorstin.. Het kan dus best zijn dat Gossaert in Breda is overleden.

### Jan Gossaert in de 21e eeuw

Portret van een man, Jan Gossaert (?), ca. 1520

Zijn schilderij Portret van een onbekende man, dat zich bevindt in de collectie van het Koninklijk Museum voor Schone Kunsten te Antwerpen en oorspronkelijk toegeschreven werd aan een van zijn navolgers, bleek na restauratie een eigenhandig schilderij van de meester. Het werd in 2010 tijdelijk naar het Metropolitan Museum of Art van New York overgebracht als pronkstuk voor een tentoonstelling van Jan Gossaert. Dit portret is sinds 1841 in het bezit van het KMSKA en werd geschonken door oud-burgemeester Florent van Ertborn, samen met andere topwerken van Jan van Eyck, Hans Memling, Rogier van der Weyden en Jean Fouquet.

## Schilderijen in België en Nederland

### België
Antwerpen, Koninklijk Museum voor Schone Kunsten:
- Portret van een onbekende man

Antwerpen, Museum Mayer van den Bergh:
- Maria Magdalena

Brussel, Koninklijke Musea voor Schone Kunsten:
- Altaarzijluiken met portretten van de stichters
- Venus en Cupido
- Portret van Isabella van Habsburg

Doornik, Musée des Beaux-Arts:
- De Heilige Donaas. (Donatianus)

### Nederland
Den Haag, Mauritshuis:
- Maria met kind
- Portret van een onbekende man
- Portret van Floris van Egmond

Rotterdam, Museum Boijmans Van Beuningen
- Portret van een jongeman
- De metamorfose van Salmacis en Hermaphroditus

- Bibsys: 3037978
- Biblioteca Nacional de España: XX1671263
- Bibliothèque nationale de France: cb121770373 (data)
- Biografisch Portaal: 00864599
- Digitale Bibliotheek voor de Nederlandse Letteren: mabu001
- Gemeinsame Normdatei: 118696602
- International Standard Name Identifier: 0000 0001 2281 9090
- KulturNav: 3eff18fb-d521-4097-82fa-c06679bb1f12
- Library of Congress Control Number: nr92039086
- Nationale Bibliotheek van Tsjechië: jn20011018106
- Nationale bibliotheek van Australië: 35688306
- Nationale Bibliotheek van Israël: 987007423812205171
- Nationale Bibliotheek van Polen: a0000002698473
- Nederlandse Thesaurus van Auteursnamen: 073631620
- RKD-Nederlands Instituut voor Kunstgeschiedenis: 32898
- LIBRIS: 224021
- SNAC: w6cn7nxd
- Système universitaire de documentation: 06168323X
- Trove: 1043276
- Union List of Artist Names: 500009353
- Virtual International Authority File: 74123543
- WorldCat: E39PCjwJPhyMfJfHY9Pk3mcMRq